# Marc van Roosmalen
Marcus Gerardus Maria (Marc) van Roosmalen (Tilburg, 23 juni 1947) is een van oorsprong Nederlandse primatoloog, wonend in Manaus in de Amazonebekken van Brazilië en met sinds 1996 de Braziliaanse nationaliteit. Hij werd in 2000 door Time Magazine uitgeroepen tot een van de Heroes of the Planet (helden van de planeet). Ook werd hij in 1999 door prins Bernhard geridderd tot Officier in de Orde van de Gouden Ark vanwege zijn bijzondere verdiensten voor het behoud van flora en fauna op aarde

## Levensloop
Van Roosmalen studeerde biologie aan de Universiteit van Utrecht en Universiteit van Amsterdam waar hij verschillende doctoraalexamens haalde. In 1980 promoveerde hij aan de Landbouwhogeschool Wageningen met een proefschrift over het gedrag van zwarte slingerapen. Van Roosmalen heeft sinds 1976 actief onderzoek gedaan naar planten en dieren in verschillende gebieden in het noorden van Zuid-Amerika en woont sinds 1986 in Brazilië, van welk land hij inmiddels officieel staatsburger is. In zijn vele jaren onderzoek in het Amazonebekken ontdekte hij verschillende nieuwe soorten apen, waaronder Callicebus bernhardi, door hem vernoemd naar Prins Bernhard, en tevens andere diersoorten en planten.

## Celstraf
In juni 2007 werd Van Roosmalen in Brazilië opgepakt en veroordeeld tot 14 jaar celstraf, met als reden dat hij geen vergunning zou hebben voor het kopen en houden van weesapen. Dat is verboden omdat de plaatselijke bevolking dan aapjes zou gaan vangen. Ook werd hij ervan beschuldigd genetisch materiaal naar het buitenland te sturen, terwijl dat verboden is. Van Roosmalen zou subsidie ontvangen van het Braziliaanse Instituto Nacional de Pesquisas voor onderzoek, dat echter niet werd uitgevoerd. Hij zou onwettig planten hebben verzameld en er kooien voor dieren op na hebben gehouden, en daarmee de volksgezondheid in gevaar hebben gebracht.
Het opgelegde vonnis viel zo hoog uit omdat Van Roosmalen niet de moeite had genomen zich in dit proces te verdedigen of op de zitting te verschijnen. De rechter voelde zich daardoor verplicht alle aanklachten ontvankelijk te verklaren en maximale strafmaten toe te passen. De primatoloog zat sinds juni 2007 in de gevangenis en ging in hoger beroep. Er werd gespeculeerd dat de houtkap- en soya-industrie zijn arrestatie had georganiseerd door omkoping van de Braziliaanse autoriteiten, omdat zij last zou hebben van Van Roosmalens ecologisch activisme. Het Wereld Natuur Fonds probeerde duidelijkheid te krijgen in de zaak en ontving wereldwijd veel steunbetuigingen voor Van Roosmalen. Er werd een Nederlandse website geopend door de Stichting Help Marc van Roosmalen, om het publiek te informeren over de gang van zaken rond het proces. Sympathisanten konden zich aanmelden om adequate juridische bijstand te bieden.
Op 9 augustus 2007 werd Van Roosmalen in voorlopige vrijheid gesteld na een verzoek van zijn advocaten in Brazilië. In hoger beroep werd het oorspronkelijke vonnis op 25 november 2008 omgezet in een veroordeling tot één jaar gevangenisstraf, waardoor de invrijheidstelling definitief werd. Wegens gebrek aan vertrouwen in de opperrechters ontvluchtte Van Roosmalen Brazilië echter. Hij verbleef anno 2009 illegaal in Nederland. Op 22 november 2009 ging een online petitie van start om Van Roosmalen het Nederlanderschap terug te geven en hem bovendien ereburger van Nederland te maken.
Mede dankzij deze petitie, en onder druk van Kamervragen van de Partij voor de Dieren, kreeg Van Roosmalen op 20 mei 2010 zijn Nederlandse nationaliteit op deze ongebruikelijke wijze terug. Na een tussentijds lectoraat in New York vestigde hij zich weer Brazilië (Manaus), van waaruit hij archeologisch onderzoek doet naar terra pretaculturen.
Op 12 februari 2012 richtten sympathisanten de Marc van Roosmalen Stichting op, die tot doel heeft het wetenschappelijke werk van Van Roosmalen financieel en organisatorisch te ondersteunen. Op 19 februari 2013 verscheen als e-boek een Engelstalige bewerking van zijn hoofdwerk Blootsvoets door de Amazone.

## Publicaties (selectie)
- Surinaams vruchtenboek, Instituut voor systematische Plantkunde Utrecht, 1977,
- Fruits of the Guianan flora, Institute of Systematic Botany, Utrecht Univ., 1985, ISBN 90-9000-988-4
- Habitat preferences, diet, feeding strategy and social organization of the black spider monkey (Ateles paniscus paniscus Linnaeus 1758) in Surinam, Acta amazônica vol. 15, no. 3-4, supl., 1985, ISSN 0044-5967
- Unter Klammeraffen und Schamanen. Der Evolution auf der Spur, Rowohlt Verlag, 2007, ISBN 978-3498057770
- Blootsvoets door de Amazone. De evolutie op het spoor, Bert Bakker, 2008, ISBN 9789035133105
- Darwin in een notendop. Bert Bakker, 2009, ISBN 9789035134188
- Tropenkolder. Bert Bakker, 2010, ISBN 9789035135550
- On the Origin of Allopatric Primate Species, 2016, Biodiversity Journal, vol. 7, no. 1, p. 117-198. ISSN 2039-0394 (Print Edition) ISSN 2039-0408 (Online Edition). with Tomas van Roosmalen.
- Wild Fruits from the Amazon, CreateSpace Independent Publishing Platform, 2013, Vol. I , Plates, Paperback, ISBN 978-1493776160
- Wild Fruits from the Amazon, CreateSpace Independent Publishing Platform, 2015, Vol. II , Plates, Paperback, ISBN 978-1516879533
- Wild Fruits from the Amazon, CreateSpace Independent Publishing Platform, 2017, Vol. III , Plates, Paperback, ISBN 978-1542831451
- Barefoot through the Amazon – On the Path of Evolution, CreateSpace Independent Publishing Platform, 2013, Paperback, ISBN 978-1482578249
- A Shaman’s Apprentice - Traditional Healing in the Brazilian Amazon, CreateSpace Independent Publishing Platform, 2013, Vol. III, Paperback ISBN 978-1484034415
- On the Origin of Allopatric Primate Species and the Principle of Metachromic Bleaching, CreateSpace Independent Publishing Platform, 2013, ISBN 978-1494330347, co-authored by Dr. Tomas van Roosmalen
- Distributions and Phylogeography of Neotropical Primates, CreateSpace Independent Publishing Platform, 2014, Paperback, ISBN 978-1494852535, co-authored by Dr. Tomas van Roosmalen
- Live from the Amazon, CreateSpace Independent Publishing Platform, 2015, Paperback, ISBN 978-1517514631
- Black Gold: Pre-Columbian Farming on Terra Preta Anthrosol in the Amazon, CreateSpace Independent Publishing Platform, 2016, Paperback, ISBN 978-1534790148
- Waarom de buren nooit deugen. Soortvorming bij alle territoriale sociale primaten. Prometheus, 2018, ISBN 9789044634921